# سیارک ۶۰۶۹
سیارک ۶۰۶۹ (به انگلیسی: 6069 Cevolani، نامگذاری:1991PW17) شش هزار و شصت و نهمین سیارک کشف شده‌است که در ۸ اوت ۱۹۹۱ کشف شد.
قدر مطلق سیارک برابر ۱۴٫۱۰ است.